# Алексудис, Алексис
Алексис Алексудис (греч. Αλέξης Αλεξούδης; род. 20 июня 1972, Флорина) — греческий футболист, игравший на позиции нападющего.
С 22 ноября 1995 года по 1 октября 1997 года возглавлял список авторов самых быстрых голов в истории Лиги чемпионов УЕФА благодаря голу, который он забил всего через 28,46 секунды после начала домашнего матча «Панатинаикоса» против «Ольборга».

## Клубная карьера
Профессиональную карьеру начал в 1989 году в составе клуба «Панелефсиниакос». Своей игрой привлёк внимание представителей клуба «ОФИ», в состав которого перешёл в 1990 году. В 1994 году подписал контракт с «Панатинаикосом», с которым дважды становился национальным чемпионом и один раз обладателем национального Кубка. В 2000 году 1 матч провёл в составе «Этникос Астерас», в котором также отметился забитым голом. Карьеру футболиста завершил в следующем году, вернувшись в ОФИ.

## Карьера за сборную
Дебют за национальную сборную Греции состоялся 27 апреля 1994 года в домашнем победном товарищеском матче против сборной Саудовской Аравии (5:1), в котором также отметился забитым голом. Был включён в состав на чемпионат мира 1994 в США, где сыграл только в проигрышном матче против сборной Болгарии (0:4). Всего Алексудис сыграл за сборную 4 матча и забил 1 гол.

## Достижения

### «Панатинаикос»
- Чемпион Греции: 1994/95, 1995/96
- Обладатель Кубка Греции: 1994/95